# فيكتور ليندلوف
فيكتور نيلسون ليندلوف (السويدية: Victor Nilsson Lindelöf) (من مواليد 17 يوليو 1994، بمدينة فيستيروس في السويد) ويعرف اختصاراً باسم فيكتور ليندلوف، هو لاعب كرة قدم سويدي يلعب في مركز قلب الدفاع مع منتخب السويد لكرة القدم.

## مسيرته

### مع الأندية

#### البدايات
لعب ليندلوف للعديد من الأندية التي تتخذ من فيستيروس مقراً لها في شبابه مثل أي كيه فرانكيه، وفيستيروس أي كيه، وفيستيروس إس كيه.

## الإحصائيات

### مع المنتخب
آخر تحديث  9 يونيو 2017.
| المنتخب الوطني | السنة   | لعب | سجل |
| -------------- | ------- | --- | --- |
| السويد         |         |     |     |
| 2016           | 11      | 1   |     |
| 2017           | 1       | 0   |     |
| المجموع        | المجموع | 12  | 1   |

| #  | تاريخ          | الملعب                    | المنافس | النتيجة | النتيجة النهائية | المنافسة                          |
| -- | -------------- | ------------------------- | ------- | ------- | ---------------- | --------------------------------- |
| 1. | 10 أكتوبر 2016 | فريندز أرينا، بلدية سولنا | بلغاريا | 3–0     | 3–0              | تصفيات كأس العالم لكرة القدم 2018 |

## الإنجازات

### مع الأندية
فيستيروس أس كي
- دوري الدجة الثالثة السويدي: 2010

نادي بنفيكا
- الدوري البرتغالي الممتاز: 2013–14, 2015–16, 2016–17
- كأس البرتغال: 2013–14, 2016–17
- كأس الدوري البرتغالي: 2015–16
- كأس السوبر البرتغالي: 2016

### مع المنتخب
منتخب السويد تحت 21 سنة
- بطولة أوروبا تحت 21 سنة لكرة القدم: 2015

### الفرية
- تشكيلة البطولة في بطولة أوروبا تحت 21 سنة لكرة القدم: 2015
- أفضل لاعب سويدي (مدافع): 2016
- تشكيلة أفضل المواهب الصاعدة في دوري أبطال أوروبا: 2016.[3][4]

## روابط خارجية
- فيكتور ليندلوف على موقع الاتحاد الدولي (مؤرشف)  (الإنجليزية)
- فيكتور ليندلوف على موقع الاتحاد الأوربي (الإنجليزية)
- فيكتور ليندلوف على موقع اتحاد السويد (السويدية)
- فيكتور ليندلوف على موقع إي إس بي إن إف سي (الإنجليزية)
- فيكتور ليندلوف على موقع قاعدة بيانات كرة القدم.إي يو (الإنجليزية)
- فيكتور ليندلوف على موقع ليكيب (الفرنسية)
- فيكتور ليندلوف على موقع ناشيونال فوتبول تيمز (الإنجليزية)
- فيكتور ليندلوف على موقع Soccerbase.com (لاعب) (الإنجليزية)
- فيكتور ليندلوف على موقع Soccerway.com (الإنجليزية)
- فيكتور ليندلوف على موقع عالم كرة القدم.نت (الإنجليزية)